# Microsoft Access
Мајкрософт аксес (енгл. Microsoft Access) је апликација за управљање релационим базама података коју производи Мајкрософт. Састоји се од Мајкрософтовог механизма „Џет“ за базу података (енгл. Microsoft Jet Database Engine) и графичког корисничког окружења. Део је система Microsoft Office 2007.
Сем табела и релација, база података у Аксесу садржи и упите, извештаје, обрасце, веб-обрасце, макрое и програмске модуле.
Такође нуди једноставан и аутоматизован поступак прављења програмског окружења. Углавном се користи за пројектовање апликација у малим и средњим предузећима. Иако није серверског типа, подржава вишекориснички режим рада. Често се користи као клијентска апликација која преко драјвера „ODBC“ прихвата и обрађује податке из неког другог система за базу података. Врло добре резултате у области обраде информација преко локалне или глобалне мреже даје у спрези са Мајкрософт екселом.

## Историја
Пре увођења Аксес-а, Borland, Ashton-Tate и Fox доминирали су тржиштем десктоп база података. Мајкрософт аксес је био први масовни програм базе података за Виндоус. Куповином FoxPro-а 1992. и уградњом Fox-ових Rushmore рутина за оптимизацију упита у Аксес, Мајкрософт аксес је брзо постао доминантна база података за Виндоус – ефективно елиминишући конкуренцију која није успела да пређе из света МС-ДОС-а.

### Временски приказ
Аксес верзија 1.0 је изашла 13. новембра 1992. и издање Аксес 1.1 у мају 1993. како би побољшао компатибилност са другим Мајкрософт производима и укључио програмски језик Аксес бејзик.
Уз Аксес в2.0, Микрософт је одредио минималне хардверске захтеве да буду Микрософт Виндоус в3.1 са потребним 4 МБ РАМ-а, препоручено 6 МБ РАМ-а; Потребно је 8 МБ слободног простора на чврстом диску, а препоручује се 14 МБ простора на хард диску. Производ се испоручује на седам дискета од 1,44 МБ. Приручник показује датум ауторских права из 1994.